# Ród Gąsieniców (serial telewizyjny)
Ród Gąsieniców – polski serial telewizyjny zrealizowany na podstawie trylogii Józefa Kapeniaka pod tym samym tytułem.
Lokacje: Zakopane, Kościelisko, Chochołów, Witów, Białka Tatrzańska, Krościenko, Nowy Targ.

## O serialu
Akcja toczy się w latach 1825–1918. Serial ukazuje przemiany społeczne i historyczne, jakie były udziałem Zakopanego i całego Podhala, na przykładzie góralskiej rodziny Gąsieniców. Obok wielkich wydarzeń historycznych ukazuje też zwykłe życie codzienne górali.

## Tytuły odcinków
- odcinek 1 – Franek, syn Pawła Gąsienicy,
- odcinek 2 – Poruseństwo w Chochołowie,
- odcinek 3 – Jędrek Gąsienica-Krwawy,
- odcinek 4 – Synowie Krwawego,
- odcinek 5 – Paweł, syn Maćka Gąsienicy,
- odcinek 6 – Izydor, wnuk Jędrka Krwawego[1].

## Obsada
- Franciszek Knapczyk – Paweł Gąsienica
- Krzysztof Majchrzak – Franek Gąsienica, syn Pawła (odc. 1); Izydor Gąsienica, syn Józka (odc. 5)
- Franciszek Pieczka – Franek, syn Pawła (odc. 2–3) / Izydor, wnuk Jędrka Krwawego (odc. 6)
- Ewa Skarżanka – Marika, żona Franka (odc. 1)
- Hanna Skarżanka – Marika, żona Franka (odc. 2–4)
- Jędrek Nędza – Jędrek Gąsienica (odc. 1)
- Krzysztof Pietrykowski – Jędrek Gąsienica „Krwawy”, syn Franka (odc. 2–3)
- Andrzej Fronczysty-Kustyjon – Jędrek Gąsienica „Krwawy”, syn Franka (odc. 6)
- Robert Krupowski – Józek Gąsienica, syn Jędrka (odc. 3)
- Marek Zborek – Maciek Gąsienica, syn Jędrka (odc. 3)
- Jan Karpiel – Józef Gąsienica, syn Jędrka (odc. 4)
- Bolesław Karpiel – Maciek Gąsienica, syn Jędrka (odc. 5)
- Włodzimierz Gąsienica Gładczan – Maciek Gąsienica, syn Jędrka (odc. 4)
- Jan Fudala – Paweł Gąsienica, syn Maćka (odc. 5)
- Józef Gąsienica Brzega – Jano Gąsienica, syn Maćka (odc. 5)
- Józef Wetula – Jano Gąsienica, syn Macka (odc. 6)
- Jerzy Nowak – Szymek Polowacz
- Wiesław Gołas – Jasiu (Jan) Sabała
- Monika Sołubianka – Debora
- Joanna Kasperska – Irena
- Tadeusz Bogucki – baron
- Ewa Szykulska – mandatariuszowa
- Maciej Damięcki – ksiądz (odc. 2)
- Włodzimierz Gołaszewski – Andrusikiewicz
- Iwona Bielska – Kacka
- Maria Karpiel – Marysia
- Henryk Bąk – ksiądz (odc. 3–5)
- Józef Duriasz – Tytus Chałubiński
- Agnieszka Fitkau-Perepeczko – Helena Modrzejewska
- Leonard Pietraszak – malarz
- Piotr Dejmek – Stanisław Witkiewicz
- Tomasz Zaliwski – Bachleda
- a także: Anna Bachleda Curuś, Janina Bachleda Curuś, Czesława Blaszyńska, Maria Bobak, Helena Buńda, Maria Chowaniec, Stanisław Chowaniec, Władysław Chyc, Andrzej Cudzich, Franciszek Cudzich, Wincenty Czernik, Adam Doleżuchowicz, Józef Fronczysty, Józef Gąsienica Józkowy, Wojciech Gąsienica Roj. Stanisław Gronkowski, Andrzej Haniaczyk, Michał Hośko, Stanisław Jackowski, Jan Jędrol, Krzysztof Kapeniak, Stanisław Karpiel, Tadeusz Kozłowski, Andrzej Krzeptowski Bohac, Edward Kubacki, Helena Łukaszczyk, Monika Marduła, Paweł Miętus, Anna Naglak, Andrzej Nędza, Wojciech Nędza Kubiniec, Dorota Nowobilska, Maria Nowobilska, Andrzej Pitoń. Genowefa Pitoń. Józef Pitoń, Wacław Przeklasa, Jan Pyjor, Andrzej Rusek, Józefa Rychtarczyk, Edward Skarga, Stanisław Słodyczka Byrtuś, Jan Sobczyk, Jan Spławiński, Andrzej Stasik, Bronisław Stefanik, Katarzyna Stępkowska, Józef Stopka, Franciszek Świder, Anna Trzebuniowa, Andrzej Turza, Czesława Walczak, Zofia Wojas, Franciszek Wyrostek, Stanisław Zatłoka, Stanisława Zawiszanka[2].